# 태합
태합(일본어: 太閤 타이코우[*]), 정식명칭 태합하(일본어: 太閤下 타이코우카[*])는 일본 역사상의 칭호이다.
좁은 의미로는 섭정 또는 관백직을 그 후계자에게 물려준 인물만을 가리키며, 넓은 의미로는 현직 태정대신(太政大臣)・좌대신(左大臣)・우대신(右大臣)의 삼공까지를 포함한다. 경칭은 전하(殿下 덴카[*])로, 직접 부르는 경우에는 태합전하(太閤殿下 타이코우덴카[*])라고 불렀다.
또한 출가한 태합은 선정태합(禅定太閤 젠조타이코우[*])이라고 부르며, 선합(禅閤 젠코우[*])이라고 약칭하기도 한다.
가마쿠라 시대의 관백 니조 요시자네(二条良実)는 동생 이치조 사네쓰네(一条実経)에게 관백 직위를 물려주고 내람(内覧, 일본 천황에게 올리는 문서와 천황이 재가한 문서 일체를 먼저 볼 수 있는 권리를 가진 역직)에 임명되어서 태합이라는 칭호를 사용하였다. 그 자손인 니조 요시모토(二条良基)는 13년에 걸쳐 관백직을 지내어 직접적인 혈연관계가 없는 다른 가문의 당주가 관백이 된 뒤에도 태합을 칭하여 내람으로서 권세를 누려, 그 뒤 세 번이나 섭정에 재임명되었다.
가장 유명한 태합은 도요토미 히데요시(豊臣秀吉)로서, 1591년에 양자 도요토미 히데쓰구(豊臣秀次)에게 관백직을 물려준 뒤 태합을 칭하였다. 
근세에 태합이라는 말로 불린 것이 히데요시 뿐이었기 때문에 태합이 고유명사로 오해되기 쉬우나, 실제로는 전임 섭정 또는 전임 관백 등에 대하여 보편적으로 쓰이는 명사이다. 사서에서는 히데요시를 도요토미(豊臣) 성에서 따온 풍태합(豊太閤 호타이코[*])이라고 칭하는 경우가 많다. 그가 전국 규모로 실시한 검지(検地, 토지조사)는 당시부터 태합검지(太閤検地)라고 불렸다.
메이지 유신으로 태정관제(太政官制)가 폐지되어 섭정·관백직이 없어지자 태합이라는 말도 과거의 유물이 되어 역사서에서만 찾아볼 수 있게 되었다. 그러나 그 뒤에도 종종 쓰여 히데요시처럼 낮은 신분 혹은 극빈층에서 크게 출세한 이토 히로부미(伊藤博文), 다나카 가쿠에이(田中角栄) 등을 금태합(今太閤 이마타이코우[*], 오늘날의 태합)이라고 부르기도 한다.

## 같이 보기
- 오고쇼